# Vanil des Artses
Vanil des Artses är en bergstopp i Schweiz.   Den ligger i distriktet Veveyse och kantonen Fribourg, i den sydvästra delen av landet, 60 km sydväst om huvudstaden Bern. Toppen på Vanil des Artses är 1 993 meter över havet, eller 324 meter över den omgivande terrängen. Bredden vid basen är 4,4 km.
Terrängen runt Vanil des Artses är bergig söderut, men norrut är den kuperad. Runt Vanil des Artses är det ganska glesbefolkat, med 21 invånare per kvadratkilometer..  
I omgivningarna runt Vanil des Artses växer i huvudsak blandskog.